# گنزالو تورنته بایستر
 گنزالو تورنته بایستر (انگلیسی: Gonzalo Torrente Ballester؛ ۱۳ ژوئن ۱۹۱۰ – ۲۷ ژانویهٔ ۱۹۹۹) یک نویسنده اهل اسپانیا بود.
وی همچنین برنده جوایزی همچون جایزه سروانتس شده است.